# Valdehijaderos
Valdehijaderos est une commune de la province de Salamanque dans la communauté autonome de Castille-et-León en Espagne.

## Sites et patrimoine
- Église paroissiale San Juan Degollado, avec fonts baptismaux wisigoth.
- Chapelle San Marcos, récemment restaurée par tous les habitants et migrants.
- Pont romain sur le ruisseau San Marcos, en pleine Cañada Real Soriana Occidental (es), appelé « La Puente ».

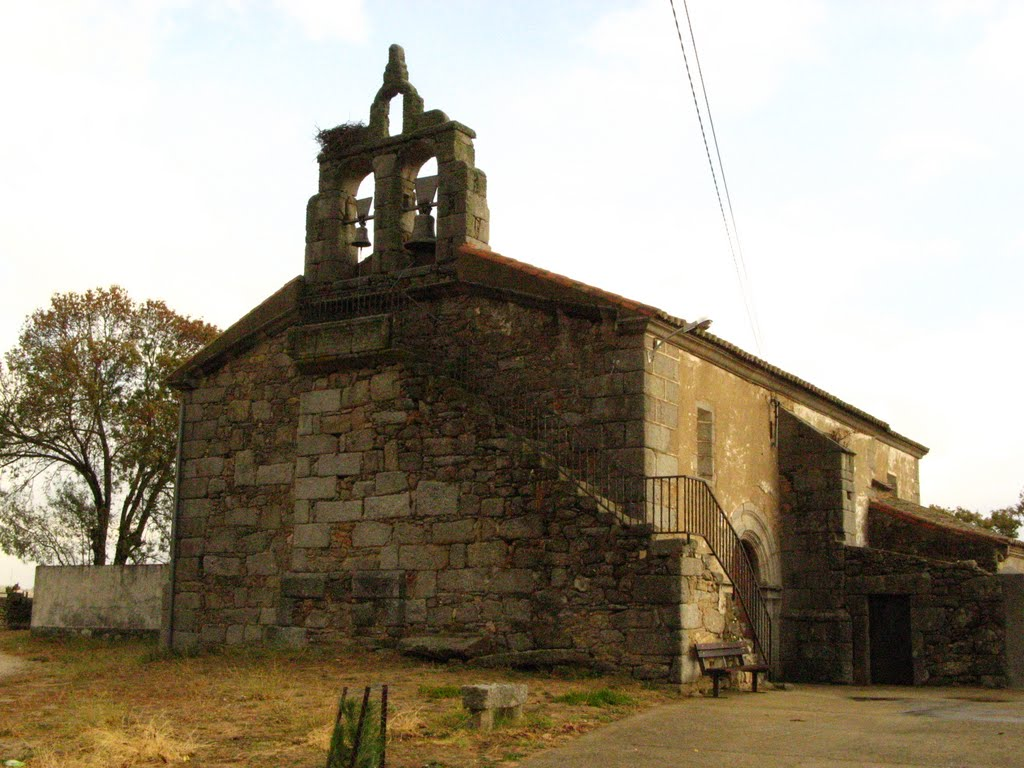
Église paroissiale San Juan Degollado.
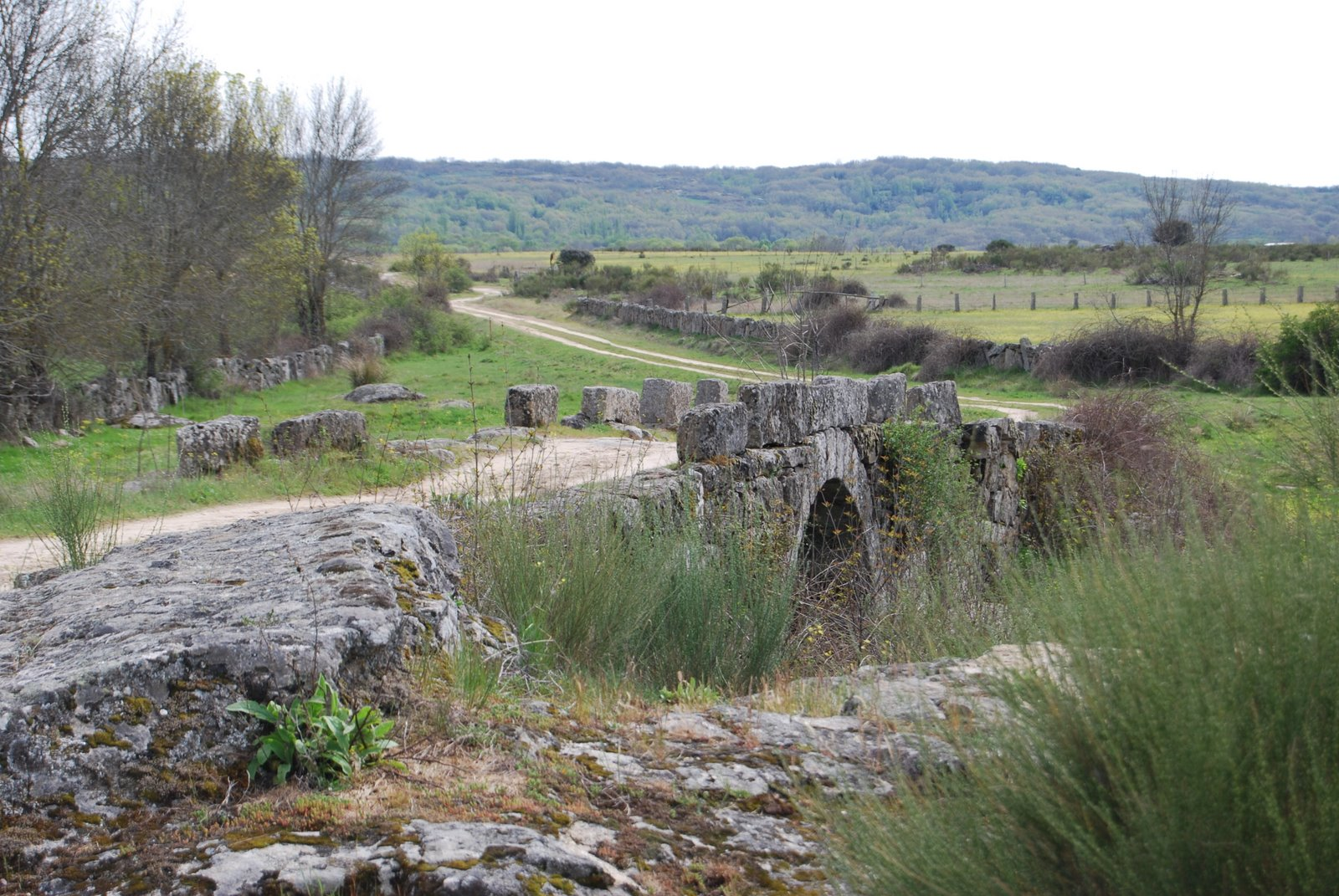
Pont romain.